# Aspilodemon loksai
Aspilodemon loksai är en stekelart som först beskrevs av Papp 1985.  Aspilodemon loksai ingår i släktet Aspilodemon och familjen bracksteklar. Inga underarter finns listade.